# Figaro
Figaro je izmišljeni lik koji karakteriziraju oštroumnost, domišljatost i duhovitost. Prvi put se javlja kao glavni junak u komediji Le Barbier de Séville ou la Précaution inutile (fr. Seviljski brijač ili Uzaludna opreznost) iz trilogije Le roman de la famille Almaviva (Roman obitelji Almaviva) Pierrea Beaumarchaisa iz 18. stoljeća. Figaro je postao popularan zaslugom opera Figarov pir Wolfganga Amadeusa Mozarta i Seviljski brijač Gioacchina Rossinija, čiji su libreti zasnovani na Beaumarchaisovim istoimenim dramama, te čuvenom kavatinom Figara. Ime Figaro je često korišteno u mnogim djelatnostima.

## Nastanak
Francuski dramaturg Pierre Beaumarchais napisao je trilogiju Le roman de la famille Almaviva (Roman obitelji Almaviva) koja se sastoji od tri komedije u kojima su glavni junaci grof Almaviva, Rosina (kasnije grofica Almaviva) i Figaro:
- Le Barbier de Séville ou la Précaution inutile - Seviljski brijač ili Uzaludna opreznost, 1773.
- La Folle Journée ou Le Mariage de Figaro - Figarova svadba ili Ludi dan, 1778.
- L'Autre Tartuffe ou la Mère coupable - Drugi Tartuffe ili Okrivljena majka, 1792.

Na osnovu ovih drama stvorena su mnoga djela, koja su navedena niže u članku.

## Lik
Sâm Beaumarchais bio je nestalne i pustolovne naravi te je u liku Figara djelomično predstavio sebe. Prema podatcima koji su navedeni u dramama može se rekonstruirati njegov životopis i karakter.

### Životopis
Figaro je izvanbračni sin doktora Barthola i njegove služavke Marceline. Kad je imao šest godina, čergari su oteli sina od Marecline kad je od njih tražila proricanje sudbine svog sina i oni su mu dali ime Figaro. Odrasta među njima, ali je nezadovoljan takvim životom. Napušta ih s namjerom da postane liječnik. Dolazi u službu grofa Almavive. Almaviva nije zadovoljan njegovim radom, ali mu ipak daje preporuku kojom Figaro dobiva mjesto apotekarskog pomoćnika u veterinarskom zavodu. Ni tu ne ostaje dugo u službi. Okušava se u kazalištu i pisanju drama, ali bez uspjeha: djela su mu zabranjivana pa je bio i hapšen. Kao putujući brijač (brijači su u 18. stoljeću, osim šišanja i brijanja, radili i druge poslove, često kao ljekarnici, liječnici i zubari) luta Španjolskom, da bi se na kraju vratio u Sevillu i otvorio brijačnicu.
U prvoj drami Figaro pomaže grofu Almavivi da oženi Rosinu, koju je doktor Bartholo namijenio sebi za ženu da bi se domogao njenog miraza. U drugoj drami Figaro je osobni sluga (valet) grofa Almavive, koji Figarovu zaručnicu Suzanne želi za ljubavnicu, u čemu ga Figaro sprječava. U trećoj drami Figaro i njegova žena Suzanne spašavaju grofa i groficu od Bégearssove prijevare.

### Opis
Figaro je veseljak, pun životne radosti i energije. Izuzetno je oštrouman i duhovit. Lako smišlja intrige za postizanje svojih ciljeva. Kao pripadnik nižeg sloja, ruga se plemenitašima, bogatima i moćnima.
Vlada mnogim vještinama. Dok je radio kao brijač, osim brijanja i izrade vlasulja, dobro vlada lancetom kirurga, radi kao ljekarnik i zubar. Bio je na usluzi i danju i noću. Stoga je često pozivan u domove klijenata te je pritom služio kao izvor i prenosilac informacija. Kao valet doznavao je tajne svojih poslodavaca i mogao na vrijeme poduzeti odgovarajuće mjere za svoju i njihovu zaštitu.
Prema pojavljivanju u prvoj drami, najčešće je prikazan kao majo u tipičnoj španjolskoj nošnji, sa šeširom i s gitarom.

## Utjecaj
Beaumarchaisove drame i lik Figara često su korištene u mnogim sferama ljudske djelatnosti, na primjer u umjetnosti u libretima opera ili na filmu, ali i u drugim područjima.
| Skladatelj                     | Naslov                                                 | Libreto                                     | Mjesto          | Godina |
| ------------------------------ | ------------------------------------------------------ | ------------------------------------------- | --------------- | ------ |
| Friedrich Ludwig Benda         | Der Barbier von Sevilla                                | Gustav Friedrich Großmann                   | Dresden         | 1776.  |
| Samuel Arnold                  | The Spanish Barber                                     | George Colman                               | London          | 1777.  |
| Giovanni Paisiello             | Il barbiere di Siviglia, ovvero La precauzione inutile | Giuseppe Petrosellini                       | Sankt Peterburg | 1782.  |
| Joseph Weigl                   | Die unnütze Vorsicht                                   | Franz Leopold Schmiedel                     | Beč             | 1783.  |
| Wolfgang Amadeus Mozart        | Le nozze di Figaro                                     | Lorenzo Da Ponte                            | Beč             | 1786.  |
| Alexander Reinagle             | The Spanish Barber, or The Fruitless Precaution        | ?                                           | Philadelphia    | 1794.  |
| Nicolas Isouard                | Il barbiere di Siviglia                                | Giuseppe Petrosellini                       | Valletta        | 1796.  |
| Gioacchino Rossini             | Il barbiere di Siviglia                                | Cesare Sterbini                             | Rim             | 1816.  |
| Francesco Morlacchi            | Il barbiere di Siviglia                                | Giuseppe Petrosellini                       | Dresden         | 1816.  |
| Gerónimo Giménez, Manuel Nieto | El barbero de Sevilla,                                 | Guillermo Perrín y Vico, Miguel de Palacios | Madrid          | 1901.  |
| Darius Milhaud                 | La mère coupable,                                      | Madeleine Milhaud                           | Ženeva          | 1966.  |
| John Corigliano                | The Ghosts of Versailles                               | William M. Hoffman                          | New York        | 1991.  |
| Inger Wikström                 | Den brottsliga modern                                  | Mikael Hylin                                | Solna           | 1992.  |
| Thierry Pécou                  | L’amour coupable                                       | Eugène Green                                | Rouen           | 2010.  |

| Skladatelj                       | Naslov | Libreto (opis)                                             | Mjesto            | Godina |
| -------------------------------- | --- | ---------------------------------------------------------- | ----------------- | ------ |
| Franz Liszt                      | Fantazija na teme iz Mozartovog Figara i Don Giovannija, S697 (Fantasie über Themen aus Mozarts Figaro und Don Giovanni) | skladba za solo klavir                                     | Berlin            | 1843.  |
| Michele Carafa                   | I due Figaro, o sia Il soggetto di una commedia                                                                          | Felice Romani                                              | Milano            | 1820.  |
| Saverio Mercadante               | I due Figaro, o sia Il soggetto di una commedia                                                                          | Felice Romani                                              | Madrid            | 1835.  |
| André Girard (glazbeni aranžman) | Le mariage de Figaro ou La folle journée                                                                                 | balet, režija: André Lefebvre, koreografija: Nicole Vachon | Ottawa i Montréal | 1972.  |
| P. D. Q. Bach                    | The Abduction of Figaro (Otmica Figara)                                                                                  | parodija na Mozartove opere                                | Minneapolis       | 1984.  |
| Elena Langer                     | Figaro Gets a Divorce | David Pountney                                             | Cardiff           | 2016.  |

| Naslov                                   | Redatelj                 | Napomena                                                | Godina |
| ---------------------------------------- | ------------------------ | ------------------------------------------------------- | ------ |
| Le Barbier de Séville                    | Georges Méliès           | nijemi film                                             | 1904.  |
| Figaro e la sua gran giornata            | Mario Camerini           | film, lokalna predstava Rossinijevog Seviljskog brijača | 1931.  |
| Figaro lässt sich scheiden               | Ödön von Horváth         | drama, Figaro se razvodi                                | 1937.  |
| El barbero de Sevilla                    | Benito Perojo            | mjuzikl                                                 | 1938.  |
| Il barbiere di Siviglia                  | Mario Costa              | film, adaptacija Rossinijeve opere                      | 1947.  |
| Figaros Hochzeit                         | Georg Wildhagen          | film, adaptacija Mozartove opere                        | 1949.  |
| Figaro qua, Figaro là                    | Carlo Ludovico Bragaglia | film, korištena glazba Rossinijeve opere                | 1950.  |
| Aventuras del barbero de Sevilla         | Ladislao Vajda           | film, adaptacija drame                                  | 1954.  |
| La folle journée ou Le mariage de Figaro | Roger Coggio             | film, adaptacija drame                                  | 1989.  |

### Utjecaj na druga područja
Ime Figara rabi se u mnogim područjima, kao što su, na primjer, pseudonimi pisaca, nazivi tvrtki i proizvoda. Neki primjeri navedeni su u donjem popisu, za detaljan popis pogledajte razdvojbu.
- Prema drami Figarova ženidba, u Parizu je 15. siječnja 1826. godine pokrenut satirički tjednik Le Figaro, čiji je moto Sans la liberté de blâmer, il n'est point d'éloge flatteur (Gdje nema slobode kritike, ne može biti ni laskave hvale) također preuzet iz drame. Danas je utjecajni dnevnik.
  - Madame Figaro, nedjeljni podlistak dnevnika Le Figaro.
- Dio odjeće, kratki kaputić naziva se "figaro".
- Automobil Nissan Figaro iz 1991. godine.
- Figaro, rod morskih pasa.

### Wikizvor
- Wikizvor na francuskom jeziku ima izvorni tekst na temu: Seviljski brijač ili Uzaludna opreznost
- Wikizvor na francuskom jeziku ima izvorni tekst na temu: Figarova svadba ili Ludi dan
- Wikizvor na francuskom jeziku ima izvorni tekst na temu: Majka je kriva

## Vanjske poveznice
|  | Zajednički poslužitelj ima još gradiva o temi Figaro |